# Kovács Attila (atléta)
Kovács Attila (Szekszárd, 1960. szeptember 2. –) magyar atléta, világbajnoki negyedik helyezett rövidtávfutó, akkoriban a leggyorsabb fehér ember.

## Eredményei
11-szeres magyar bajnok 100 méteren, valamint négyszeres magyar bajnok 200 méteren. Egyéni csúcsai:
- 100 m: 10,09, 1987. augusztus 20., Miskolc
- 200 m: 20,11, 1987. augusztus 21., Miskolc

Ezen kívül három alkalommal megnyerte a 60 méteres beltéri versenyt is.
- 1982 Európa-bajnokság (Athén)
  - 100 m: helyezetlen
  - 4 × 100 m: 6.
- 1985 fedett pályás Európa-bajnokság (Athén)
  - 60 m: 5.
- 1985 Európa kupa B-döntő (Budapest)
  - 100 m: 1.
- 1986 Európa-bajnokság (Stuttgart)
  - 100 m: 7.
  - 4 × 100 m: 6.
- 1987 fedett pályás Európa-bajnokság (Leuen)
  - 60 m: helyezetlen
- 1987 világbajnokság (Róma)
  - 100 m: 4. (Eredetileg 5. lett, de a kanadai Ben Johnsont utólag kizárták, így negyedik lett.)
  - 200 m: elődöntős
  - 4 × 100 m: 6.
- 1988 olimpiai játékok (Szöul)
  - 100 m: elődöntős
  - 200 m: középdöntős
  - 4 × 100 m: 8.
- 1989 fedett pályás Európa-bajnokság (Hága)
  - 60 m: helyezetlen
- 1989 fedett pályás világbajnokság (Budapest)
  - 60 m: helyezetlen
- 1990 Európa-bajnokság (Split)
  - 100 m: középdöntős
  - 4 × 100m: 5.
- 1991 világbajnokság (Tokió)
  - 100 m: középdöntős
  - 200 m: selejtezőben kiesett

### Fordítás
- Ez a szócikk részben vagy egészben  az   Attila Kovács (athlete) című angol Wikipédia-szócikk fordításán alapul.  Az eredeti cikk szerkesztőit annak laptörténete sorolja fel. Ez a jelzés csupán a megfogalmazás eredetét és a szerzői jogokat jelzi, nem szolgál a cikkben szereplő információk forrásmegjelöléseként.